# SWR Kultur
SWR Kultur est une station de radio culturelle régionale publique de la Südwestrundfunk. Elle est lancée le 30 août 1998, en succédant à S2 Kultur (de), ancien programme culturel en collaboration entre la Südwestfunk la Süddeutscher Rundfunk (de) créé en 1991. Le 15 avril 2024 SWR Kultur succède à SWR2.
Elle est diffusée depuis la SWR-Funkhaus de Baden-Baden.

## Histoire
C'est le 30 août 1998, que la Südwestrundfunk lance SWR2, une station de radio culturelle, en remplacement de S2 Kultur (de), créée par la Südwestfunk et la Süddeutscher Rundfunk (de) en 1991. La nouvelle station adopte une programmation unique pour l'ensemble de la zone de diffusion de la Südwestrundfunk. L'ancienne structure de S2 Kultur est modifiée, puisque les deux anciennes rédactions de S2 Kultur sont fusionnés à Baden-Baden. Cependant, il y a quelques départements qui sont restés à Stuttgart et à Mayence.
Depuis 2008, la station doit faire face à des mesures d'économies qui entraînent certaines modifications au sein de sa programmation. Ainsi, depuis 2011, le programme nocturne ARD-Nachtkonzert est diffusé de minuit à 6 h du matin (auparavant jusqu'à 5 h du matin, et débutant certains jours à 2 h du matin).
En 2003, pour fidéliser ses auditeurs, SWR2 créée un « Radio Club ». Ce « Radio Club » permettait à ses membres d'avoir des réductions sur des événements culturels dans le Bade-Wurtemberg et la Rhénanie-Palatinat. Au début de l'année 2010, il est supprimé et remplacé par la SWR2 Kulturkarte.

## Identité visuelle

### Logos

Logo de 1998 à 2004.
Logo de 2004 à 2007.
Logo de 2007 à 2014.
Logo de 2015 à 2019.
Logo de 2019 à 2024.
Logo depuis 2024.

## Programmes
SWR Kultur propose une programmation autour de sujets culturels et scientifiques. On y retrouve des magazines, des documentaires radiophoniques, des essais, des fictions radiophoniques, des lectures, des conférences et des débats. Plusieurs fois par an, elle propose une programmation spéciale autour d'un thème central sous le nom de SWR2 Radio Akademie (de).
Sa programmation musicale est en grande partie composée de musique classique, mais elle diffuse également de la pop, de la chanson française, du jazz et des musiques du monde. En outre, SWR2 retransmet également quelques festivals comme le Festival de Donaueschingen ou le Festival de Schwetzingen.
Depuis 2007, SWR2 est complétée par SWR2 Archivradio (de), une webradio diffusant des archives sonores de la Deutschen Rundfunkarchivs.